# 釋英辯
釋英辯（1274年－1314年），號普覺，俗姓趙，年幼時即發心出家，為元朝秦州景福寺沙門。

## 生平
英辯法師幼年出家為驅烏沙彌 ，二十歲受具足戒，二十五歲得栢林潭法師傳法授其所學，不到三年，即到秦州景福寺弘法，聲譽大震，摧伏邪見，樹立正法幢。由於法師天性純真，如玉質樸，不加雕飾造作，受到大眾的敬重，連士兵武夫對他也相當的尊崇，敬稱他為無佛世之佛。
法師每得到錢財供養，都轉到佛寺供養僧眾，或救濟貧苦困乏的人。元世祖聽到他高風亮節的利他德行後，特別降旨褒獎。
英辯法師於延祐元年（1314年）六月庚戌日，預知時日，向大眾告辭後，無疾坐化圓寂，世壽六十八歲，僧臘六十一，火化後於普覺寺後方建塔供奉。

## 法嗣

### 師長
- 釋栢林